# Rap
Pour les articles homonymes, voir RAP.
Pour l’article ayant un titre homophone, voir Râpe.
Cet article concerne le rap en tant que technique vocale ou activité. Pour plus d'information sur le genre musical, voir hip-hop.
Le rap est un mouvement culturel et musical (musique populaire) qui tire ses origines du hip-hop. Apparu au début des années 1970 dans les ghettos américains, le rap se caractérise par une diction très rythmée et l’usage de la rime. C'est à la base un moyen d'expression pour revendiquer une certaine manière de vivre à cette époque, le rap prenant un caractère social important quand il souligne les injustices de la société ou un caractère plus égotrip souvent aussi. À partir des années 1980, le rap commence à s'exporter à l'étranger, en France, Allemagne, Royaume-Uni, Japon, Corée, Sénégal, Afrique du Sud, URSS (puis Russie) et même en Chine. Le rap se répand dans le monde entier et se propage, devenant l'un des premiers courants artistiques avec des représentants sur chaque continent.
Le plus souvent, un morceau de rap est une succession de couplets séparés par un refrain. Influencé par d'autres genres musicaux (reggae, blues, jazz, rock), le rap acquiert une popularité de plus en plus grande au fil des années 1980. Aux premières heures, les MC (Master of Ceremony) servaient juste à soutenir les DJ, et les parties rappées étaient simplement appelées MC-ing (emceeing ou aimesi-ing).
En France, le rap se développe à partir de la fin des années 1980. Il peut se diviser en trois ères. La période classique s'étend de la fin des années 1980 au début des années 2000, marquée par une majorité d'artistes noirs comme Oxmo Puccino, MC Solaar, Kery James (avec Ideal J), IAM, NTM. La période de démocratisation commence dans les années 2000, avec des groupes et des artistes comme Booba, Diam's,,, Sinik,, Rim'K, Sefyu,,,, Sniper,, Rohff, La Fouine, qui commencent à toucher la population française en général et à enregistrer des premiers succès commerciaux importants,,. Enfin, à partir des années 2010, le rap francophone connaît une période d'innovations assez paradoxale, car c'est le début de la fin du rap français, mais aussi le début d'une logique d'expérimentations nouvelles qui ouvrent le rap français à de nouveaux genres musicaux, comme la trap, la drill ou encore le rap « folklorique »,, (le « raï et rap », le « rap celtique », le « flamenco rap », etc.) ; quand le rap expérimente la fusion musicale… Cette période se distingue par la grande variété du rap français.

## Étymologie et usage
Le Online Etymology Dictionary donne une origine étymologique remontant au début XIVe siècle, rappe, signifiant « un coup rapide et léger ; un coup retentissant, également un pet » et ayant peut-être une origine scandinave.
Le mot « rap » pourrait provenir de to rap, un verbe en slang (argot américain) signifiant « bavarder, blâmer, baratiner »,,. Enzo Gonçalves retrace l'usage du terme depuis 1541 avec le sens de « prononcer vigoureusement ou soudainement ». Le Dictionary of American Slang de Wentworth et Flexner donne pour définition « parler à, reconnaître, faire connaître à quelqu'un » (1931), puis « parler ouvertement ou franchement ».
« Rap » a également été un terme utilisé dès 1970 pour décrire des voix enregistrées sur l'album d'Isaac Hayes, To Be Continued, avec le titre Monologue: Ike's Rap I, puis son album suivant en 1971, Black Moses, et plus précisément sur les titres Ike's Rap II, Ike's Rap III, et ainsi de suite. Pour Del the Funky Homosapien l'expression « rap » était utilisée pour décrire les voix dans les musiques au début des années 1970 : « Je suis né en 1972... à l'époque, ce qu'on qualifiait de rap, c'était surtout des paroles non chantées qui essayaient de nous convaincre de quelque chose. C'est ça le rap, c'est une façon de parler, de s'exprimer. »

On associe parfois au mot rap le rétroacronyme de « rhythm and poetry », mais ce n'est cependant pas l'origine du mot.

## Histoire

### Genèse
Le premier rappeur connu fut Herc, constatant que les soirées les plus dansantes du funk, qui dominaient alors les clubs, house parties et dance-floors, étaient les breaks. Afin de s'assurer un plus grand succès, Herc, qui gagnait alors sa vie grâce à son sound-system, se mit à passer en boucle ces breaks. Ce qui allait devenir l'essence du rap, le choix, puis la confection d'une boucle puissante et prenante était déjà là, bien que de façon artisanale : à ce moment (1974-1976) il n'y avait pas d'autre moyen, pour répéter en continu un passage, que de mettre deux disques identiques et de passer de l'un à l'autre. La technique fut améliorée par un passionné de matériel phonographique : Joseph Saddler, plus connu sous le nom de Grandmaster Flash. Flash élabora ce qui allait être connu comme le DJ-ing. Ses premiers essais publics solo ne furent pas des succès, alors il s'associa à Robert Keith « Cowboy » Wiggins, aux frères Glover (Melvin « Melle Mel » et Nathaniel « Kidd Creole ») (Grandmaster Flash et the 3 MCs) en 1978 pour former ensuite les Grandmaster Flash and the Furious Five avec également Mr. Ness/Scorpio (Eddie Morris) et Rahiem (Guy Todd Williams), et révolutionner la musique.

### Origines et influences
Le rap semble au premier abord avoir des racines dans la culture africaine. Le chant scandé du MC évoque en effet le griot, poète et musicien qui chronique la vie quotidienne ou est invité à chanter lors des célébrations (par exemple un mariage). De même, le retour à une musique fondée plus sur le rythme que sur la mélodie rappelle les polyrythmies de percussions africaines. Cela aurait transité par le jazz (scat et bebop) et surtout par la musique jamaïcaine (une grande partie des premiers DJ et MC étaient d'origine jamaïcaine, et les sound systems jamaïcains ainsi que la pratique du talk-over ont joué un rôle essentiel dans la naissance du rap au cœur des ghettos noirs américains). On parle aussi de l'influence d'une musique d'origine brésilienne, la capoeira (musique, chant, danse-combat, contre l'esclavagisme). Toutefois, d'autres ont aussi évoqué la possibilité d'une origine occidentale de cette expression, en prenant l'exemple des troubadours pour appuyer leur thèse.
L'ancêtre le plus proche du rap est le spoken word (« mot parlé »), apparu au début des années 1930 avec le Golden Gate Quartet, un groupe de gospel, avec la chanson Preacher and the Bear. Bien plus tard, quelques groupes confidentiels dont The Last Poets à New York, The Watts Prophets, en Californie, ainsi que Gil Scott-Heron (voir notamment la chanson The Revolution Will Not Be Televised) utilisent la déclamation de discours sur des rythmes battus par des tambours africains avec la négritude comme thème de prédilection. Parallèlement au spoken word, et bien que, par essence, le hip-hop a surtout le funk comme racines, une autre influence possible dans la genèse du rap est l'apparition dès le début des années 1970, du toasting en Jamaïque. Des DJ/animateurs se mettaient à parler-chanter par-dessus des mix instrumentaux de hits reggae (souvent placés en face B de ces derniers) à la radio ou dans les sound systems. Ces mix conçus pour les sound systems ont permis le développement du dub, tandis que cette façon de chanter-parler par-dessus définissait le toasting, ou autre ragga, et du coup les prémices de rap à venir. U Roy est l'un des meilleurs exemples. Le rapprochement avec le rap est évident.
Le hip-hop, lui, est né en 1974 avec DJ Kool Herc, et les premiers raps étaient réalisés par des MC (Maîtres de Cérémonie) qui faisaient des rimes toutes simples pour mettre l'ambiance en soirée. En 1979, quelques mois après, le premier tube rap sort en 45 tours, c'est Rapper's Delight du Sugarhill Gang, dont la musique est clairement influencée par le funk. En 1980, le groupe punk anglais The Clash intègre le rap dans le morceau The Magnificent Seven.
Les années 1980 sont celles de l'explosion du rap avec des groupes politiques (comme Public Enemy) ou entertainment (comme Run–DMC). Dans la lignée du do it yourself des punks new-yorkais (le hip-hop fut d'abord surnommé le « punk noir »), les rappeurs rappaient sur des rythmes synthétiques et brutaux, issus de boîte à rythmes bon marché. Il s'agit d'une véritable musique populaire de rue qui développait ses propres thèmes : d'une part sous l'influence de la Zulu Nation d'Afrika Bambaataa qui voyait dans le hip-hop le moyen d'éloigner les jeunes de la drogue et des gangs et de stimuler leur créativité, d'autre part en tant que témoignage d'une vie difficile (rap « hardcore »). Issu des quartiers défavorisés, le rap à ses débuts est souvent un exutoire au mal-être et aux revendications des jeunes qui les habitent. Les propos violents ou crus sont fréquents, volontiers provocateurs. Le rap est à la fois un phénomène social et une forme artistique à part entière.
En 1982, The Message de Grandmaster Flash est la révolution annoncée. Il s'agit du premier tube hip-hop, une culture de rue qui était alors composée principalement de danse et de DJ-ing. Il est d'ailleurs curieux que, malgré le fait que ce soit le rappeur Melle Mel qu'on entend sur l'enregistrement, le titre est crédité du nom de Grand Master Flash (le DJ - concepteur sonore). Le rappeur n'avait pas le rôle de premier plan qu'il a aujourd'hui. Les rappeurs américains tel que Run–DMC critiquent le racisme des blancs dans leurs chansons, la majorité des auditeurs sont alors des Noirs. Les Beastie Boys commencèrent eux aussi à se faire connaître, prouvant et montrant ainsi que la culture hip-hop était bien un mélange de cultures et d'influences noires et blanches. Plus tard, Puff Daddy a calqué la musique rap sur les chants doux très en vogue chez les blancs aux États-Unis.

### Âge d'or
À New York, la guerre des crews (équipes) se termine. Les crews réunissaient des rappeurs (souvent des dizaines) du même quartier, réunis autour d'un producteur charismatique. Le plus célèbre était le Juice Crew de Queensbridge, emmené par le célèbre Marley Marl à qui est attribuée l'invention du sampling (échantillons extraits d'autres morceaux puis inclus dans les boucles). Le Juice Crew a fait de nombreux beefs (luttes) avec les lyricists (paroliers) des autres quartiers. Par exemple, KRS-One, du South Bronx, a défié le Juice Crew par chansons interposées dont le célèbre The Bridge is Over qu'il est venu chanter devant eux dans une salle de Queensbridge.
L'âge d'or, c'est donc l'émergence à New York des duos DJ-MC comme Gang Starr (DJ Premier et Guru), Eric B & Rakim ou Pete Rock & CL Smooth qui continuent l'œuvre de Marley Marl ; et en Californie d'une nouvelle scène Gangsta avec surtout les NWA. À Los Angeles le groupe de rap NWA est fondé par Dr. Dre, Ice Cube, Eazy-E, MC Ren et DJ Yella en 1986, il sévit jusqu'en 1991 après avoir révolutionné le rap. En effet, alors que le rap new-yorkais produit un rap teinté de soul et de jazz à tendance consciente, les NWA créent le gangsta rap, musicalement très inspiré du P-Funk. Il s'agit de raconter leur vécu : les violences policières, les guerres de gangs, et de représenter leur ville Compton.
Leur album Straight Outta Compton est classé comme un monument du hip-hop. Ce groupe permet à la scène rap de la côte ouest d'avoir une visibilité médiatique. Cela est plutôt réussi puisque jusqu'au milieu des années 1990, le rap de Los Angeles domine[réf. nécessaire] l'actualité hip-hop (avec les premiers albums solos de Dr. Dre en 1992, de 2pac en 1991, de Snoop Dogg en 1993, Tha Dogg Pound composé de Daz Dillinger et Kurupt en 1995, etc.) pendant toute cette période avec le Gangsta rap et le G-funk (sample de funk de la côte ouest).
Mais le rap de l'est ne baisse pas les bras en sortant des albums de rap pendant cette même période. Se font connaître des artistes issus du Juice Crew comme NAS avec Illmatic en 1994, Mobb Deep (The Infamous en 1995), le Wu-Tang Clan en 1993 avec Enter the Wu tang 36th Chambers, The Notorious B.I.G. en 1994 avec Ready to die. New York produit un rap bien plus sombre faisant le récit de la dure réalité des rues du Queens, du Bronx et de Brooklyn. C'est Puff Daddy qui révolutionne une nouvelle fois le rap new-yorkais en mettant un peu de fête et en samplant de la funk qui permet à Notorious B.I.G. d'avoir une énorme couverture médiatique et de rivaliser avec les rappeurs de Los Angeles. Il s'ensuit d'ailleurs une guerre entre l'est et l'ouest des États-Unis due à la rivalité entre 2Pac et Notorious B.I.G.. Celle-ci se termine par la mort prématurée des deux protagonistes, assassinés en 1996 pour le premier et en 1997 pour le second. Cette date marque la fin d'une époque pour le hip-hop old school.

### Évolution actuelle
S'il est bien issu des populations noires américaines, le rap s'est démocratisé dès le début des années 1990 pour toucher également les populations blanches dont provient une part croissante des créateurs de rap, l'exemple le plus connu étant Eminem. Plus récemment, les pays européens, africains puis asiatiques ont développé leurs propres scènes rap. Ainsi devenu un courant musical mondial très à la mode, le rap génère d'importantes recettes financières. Des radios spécialisées sont apparues mais elles privilégient les artistes « grand public », dont la promotion est assurée par les majors, et elles créent l'illusion d'une certaine homogénéité dans le rap, ce qui accroît l'isolement des artistes indépendants. Certains font remarquer que le rap est depuis le début une musique grand public, qui, comme tous les genres, contient en son sein des artistes commerciaux et d'autres plus indépendants et peut-être plus créatifs. Il existe aussi le mumble rap qui est un rap émergent et s'affirmant en 2016 mais qui fut expérimenté par Wiz khalifa.
Les évolutions du rap sont nombreuses. On peut parler par exemple de hip-hop instrumental ou hip-hop expérimental (DJ Shadow, RJD2, Big Dada, DJ Krush), une musique très élaborée et qui se fonde sur la rythmique hip-hop. Le rap s'inspire et se mélange aussi aux autres genres jusqu'à brouiller les frontières : rock et métal avec la fusion et le rapcore, trip hop avec le hip-hop expérimental, musiques traditionnelles ou encore électroniques.
Jean-Baptiste Vieille, du magazine musical Tsugi, remarque que Kanye West avec 808s and Heartbreak permet l'émergence du « rappeur vulnérable », qui substitue ainsi à la fin des années 2000 « au modèle viril incarné par 50 Cent ». Il explique que « là où le rap raconte habituellement des histoires d'ascension, du bas vers le haut, la nouvelle génération fait le chemin inverse » à l'image de Drake qui, venant à peine de décoller, « contemple déjà sa réussite avec lassitude ». À partir des années 2000, le rap est considéré par le département d'État américain comme un outil diplomatique : la diffusion de « bon rap musulman » serait un moyen de lutter contre l'embrigadement djihadiste de jeunes du monde entier.

## Différence entre rap et hip-hop
Le rap est un mode d'expression essentiellement musical et poétique, alors que le hip-hop est un mouvement culturel et artistique qui regroupe quatre principaux modes d'expression : le rap, le deejaying dont le beatbox qui en est une sous-branche, la danse et le graffiti. Ces modes d’expression artistique existaient séparément avant la création du mouvement hip-hop. Réunis dans les années 1970, ils donnèrent naissance à un réel état d’esprit avec ses propres codes : des valeurs, des attitudes, un style vestimentaire et des cultures urbaines. En plus de sa dimension musicale, le rap a également une fonction d'information du public. Les textes du rap politique ou le gangster rap expliquent clairement que le rap désigne le rapport sur une situation ou un drame[Quoi ?].

## Caractéristiques

### Thèmes
En 1982, le morceau The Message de Grandmaster Flash confirme[pourquoi ?] l'importance du rap et de ses thèmes dans le paysage musical[réf. nécessaire]. Ses textes, parfois très virulents contre les symboles du pouvoir, la police ou la justice, ont stigmatisé le rap pour une partie de la population. Pour David O'Neill, le succès de The Message favorise en France une conception politisée du rap contrairement à des racines américaines plus hédonistes. Les critiques violentes sont en fait assez minoritaires et l'aspect contestataire se limite le plus souvent à une dénonciation qui passe par les descriptions des problèmes sociaux tels que les violences policières, le racisme, la pauvreté, le chômage, et l'exclusion.[réf. nécessaire]
Les thématiques récurrentes, notamment dans le gangsta rap, se retrouvent autour des produits de consommation et des symboles du pouvoir, ainsi que des femmes, des voitures de luxe ou des armes à feu. Les rappeurs jouent sur ces fantasmes et se construisent des personnages en général sans lien avec leur vraie personnalité et leur quotidien réel. Des critiques ont été faites contre ces textes qualifiés de sexistes, matérialistes ou prônant la violence, par des hommes politiques et par une partie du milieu rap.
Les religions (les trois monothéismes abrahamiques dont l'influence de l'islam dans la zulu nation ainsi que le déisme, parfois l'animisme et les kamites) comme les autres positions philosophiques (l'agnosticisme ou l'athéisme) sont également présentes dans le rap américain ou francophone.

### Structure rythmique
- Si vous ne connaissez pas le sujet, laissez ce bandeau (vous pouvez alors contacter les auteurs).
- Si vous supprimez le contenu mis en cause (vous pouvez préalablement contacter les auteurs),

argumentez précisément cette suppression dans la page de discussion
(un manque de référence n'est pas un argument ; une recherche réelle de référence doit avoir été effectuée, être formellement documentée).
Le rythme de la musique "rap" est très cadencé, dans l'esprit de la musique populaire afro-américaine (blues, gospel, jazz, funk, etc.). Les temps sont fortement scandés par une alternance entre grosse caisse et caisse claire, pour soutenir un phrasé qui rappelle les dialogues du soliste dans les gospel songs. Généralement, le tempo avoisine les 90-105 pulsations par minute, bien que certains sous-genres comme le trap utilisent des tempos plus lents, autour de 70-80 BPM, avec une accentuation sur les doubles croches et les hi-hats rapides. Le caractère syncopé marqué rappelle celui de certaines formes de funk, dont le rap des premiers temps était d'ailleurs fortement inspiré.
Ce style est amené de manière prédominante par les musiques soul et funk, lesquelles répétaient tout au long des morceaux leurs rythmes et leurs thèmes musicaux. Dans les années 1960 et 1970, James Brown jette certaines bases sur lesquelles sera fondée une partie du rap : une musique rythmée (ses enregistrements sont encore aujourd'hui une source de samples inépuisable pour les DJ), un style de chant saccadé, parfois parlé ou crié et des textes véhiculant une forte identité et des revendications sociales ou politiques. Son influence est particulièrement visible dans le travail de groupes pionniers comme The Last Poets ou Gil Scott-Heron, qui utilisaient des rythmes parlés pour exprimer des critiques sociales (Nelson George, Hip Hop America, 1998). C'était le parfait tremplin pour pousser les MC à écrire leurs rimes. C'est d'ailleurs toujours ce qui attire le plus dans le rap : l'emphase mise sur les paroles et les prouesses de l'élocution. Dans le rap (instrumental), les disc jockeys et les producteurs sont libres d'expérimenter avec la création de morceaux instrumentaux. Les producteurs peuvent prendre des sources sonores assez « diverses » allant des échantillons vocaux à des sons synthétiques, en passant par des rythmiques entièrement programmées à l’aide de boîtes à rythmes comme la Roland TR-808, qui a eu un impact majeur sur le son du hip-hop (Dan Charnas, The Big Payback: The History of the Business of Hip-Hop, 2010).

### Instrumentation et production
L'instrumentation rap découle de la musique funk, disco et R&B, à la fois sur le plan de l'équipement sonore et des albums échantillonnés. Alors que le mixage réalisé par les DJ disco et de clubs avait pour but de produire une musique continuelle avec des transitions discrètes entre les morceaux, celui réalisé par Kool DJ Herc a lui donné naissance à une pratique visant à isoler et à étendre les seuls breaks en les mélangeant entre eux avec deux copies du même morceau. À l'origine, les breaks (ou breakbeats) étaient les transitions à l'intérieur d'un morceau, composées surtout de percussions. C'est ce qu'Afrika Bambaataa décrivit comme « la partie du disque qu'attend tout le monde… où ils se laissent aller et font les fous » (Top, 1991). James Brown, Bob James et Parliament - parmi d'autres - ont longtemps été des sources populaires pour les breaks. Sur cette base rythmique, on pouvait ajouter des parties instrumentales provenant d'autres albums (et beaucoup l'ont fait). L'instrumentation des premiers samples utilisés est la même que celle de la musique funk, disco ou rock : voix, guitare, basse, clavier, batterie et percussions.
Alors que l'originalité de la musique rap provenait principalement des breaks des albums du DJ, l'arrivée de la boîte à rythmes (appelée en anglais beat box ou drum machine) a permis aux musiciens du rap d'intégrer des fragments originaux à leur musique. Les sons de la boîte à rythme étaient joués soit par-dessus la musique produite par le DJ, soit seule. La qualité des séquences rythmiques est progressivement devenue centrale pour les musiciens de rap, car ces rythmes étaient la part la plus dansante de leur musique. En conséquence, les boites à rythme ont rapidement été équipées pour produire des kicks (sons de grosse caisse) avec une basse puissante et sinusoïdale en arrière-plan. Cela a permis d'émuler les solos de batterie de vieux albums de funk, de soul et de rock datant des années 1960 et 1970. Les boites à rythme avaient de plus un stock limité de sons prédéterminés incluant des cymbales, des grosses caisses, des caisses claires et des toms.
L'introduction des échantillonneurs (ou sampleurs) a changé la manière dont le rap était produit. Un échantillonneur permet d'enregistrer et de stocker numériquement des petits passages sonores provenant de n'importe quel appareil disposant d'une sortie électrique, comme une platine-disque. Les producteurs ont donc pu échantillonner les sons de batterie des albums de leur jeunesse. Plus important encore, ils ont pu sampler des sons de cuivre, de basse, de guitare et de piano à ajouter à leurs rythmes. Et le rap avait finalement son orchestration au grand complet.
Le caractère dur et énergique des sonorités de la musique rap, souvent assez éloigné du son plus organique des autres genres musicaux, constitue un obstacle à la reconnaissance du genre en tant que forme artistique à part entière. Même les groupes de rap ayant un orchestre utilisent souvent les samples et le son des machines pour créer leurs rythmes en studio (lors de concerts, ils les recréent habituellement avec un orchestre). Le rap est l'objet d'une méprise répandue selon laquelle les samples et les boites à rythme sont des techniques pour musiciens paresseux ou encore qu'ils ne sont qu'une pâle compensation pour un « véritable » orchestre (cette considération étant d'ailleurs courante pour toute musique faisant usage de ces techniques). Dans les faits, les producteurs de rap sont souvent à la recherche d'un timbre, d'une texture et d'une fréquence précis pour leur sample et leur séquence rythmique. Un batteur jouant en direct le break de Funky Drummer de James Brown ne peut se substituer à son sample. Toutefois, on peut noter ces dernières années une tendance de retour vers les instruments originaux avec des musiciens et producteurs tels que Timbaland, OutKast, The Roots et The Neptunes. Aujourd’hui[Quand ?], certains rappeurs utilisent de nouveaux procédés pour enjoliver leur art. La batterie est ancrée depuis bien longtemps dans le rap, le tempo est étrangement similaire à une platine ou encore à un logiciel de percussions. Timbaland a récemment démontré, que la batterie pouvait convenir au rap, grâce à la grosse caisse et autres. Kanye West quant à lui, utilise les percussions pour son rap. Et ainsi, d'autres rappeurs vont suivre ce mouvement, celle de l'association d'instruments à percussions, qui mettent en valeur leurs origines lointaines, venant d'Afrique et autres pays colonisés.

### Flow
Le flow désigne le « rythme et les rimes »,, des paroles d'une chanson hip-hop. Le flow peut se concentrer sur le rythme, se rapprocher de la parole ou plus rarement d'une mélodie. Une phrase peut se rapper d'un nombre infini de manières. La mode actuelle en ce qui concerne les flows est de « surprendre » l'oreille de l'auditeur en utilisant des rythmes ternaires, dansants et changeants. Les rappeurs américains utilisent ce genre de procédés pour garder l'attention de l'auditeur même si celui-ci ne comprend pas les paroles, et ce dans le but de se vendre internationalement. Cependant certains artistes — comme par exemple Sinik en France (qui y remédiera dans sa chanson Adrénaline) — possèdent un flow strictement linéaire (lorsque le rappeur place systématiquement le même nombre de syllabes, souvent 4, par pulsation, ce qui est perçu comme étant répétitif et monotone). Le flow dépend aussi de la voix et des intonations du rappeur.

### Pratiques langagières, éléments stylistiques et lexique
Nombreux sont les artistes ou les groupes qui viennent de banlieues dont les pratiques langagières sont décrites et perçues comme inférieures au français écrit normatif. En effet, dans le parler dit “ghetto”, il en existe certaines comme les emprunts ou l’argot qui sont mal vues par les défenseurs de la langue française. Ces pratiques ont une fonction créative et cryptique, c'est-à-dire que leur but est de créer un langage qui ne pourra pas être compris de tous.
Les emprunts sont des mots qui proviennent d’une autre langue. D’ailleurs, certains artistes sont plurilingues et intègrent parfois dans leurs textes des mots, des phrases ou des paragraphes d’autres langues. Le rap sénégalais en est un bon exemple. En effet, on peut y observer un mélange de français, de wolof et d'anglais, ce qui peut s’expliquer par la cohabitation de plusieurs langues au Sénégal (le wolof fait partie des langues locales et le français et l’anglais appartiennent aux langues internationales).
L’argot est un phénomène linguistique très présent dans la musique rap. Il s’agit d’habitudes langagières propres à un ensemble de personnes issues d’un milieu fermé donné dont le but est d’affirmer leur appartenance à un groupe. D’ailleurs, le verlan est un type d’argot qui consiste à inverser les syllabes d’un mot.
Les emprunts et l’argot mis à part, il existe d’autres processus linguistiques auxquels les rappeurs peuvent avoir recours pour enrichir leurs textes. On peut citer la dérivation et les figures de style, telles que la paronomase, les métaphores et les anaphores. Par ailleurs, les artistes utilisent également la siglaison et l’acronyme, processus qui consiste à réduire plusieurs mots à leurs initiales pour en former un plus petit (parfois dans un but ironique ou critique, par exemple : « BAC = Brevet d’Aptitude au Chômage »).
En outre, tout un ensemble de transformations lexicales par ajouts ou suppressions de différents éléments, appelées métaplasmes, est aussi observable. Par exemple, les abréviations font partie des métaplasmes par suppression et les plus fréquentes sont les apocopes dont le dernier son est une consonne (ex. biz, mic).
Comme autre procédé de création lexicale, il y a aussi le néologisme par suffixation. En effet, on observe que des mots peuvent être inventés à partir de plusieurs langues. Les origines de ces suffixes peuvent être diverses : grec ancien, latin, français, anglais, etc. Par exemple, on peut citer le terme “dolecratie”, inventé par le groupe de rap sénégalais Positive Black Soul, dans sa chanson “Explique”. Il désigne un gouvernement qui fonde sa légitimité sur la force. “Dole” est une racine wolof signifiant “force” et “-cratie” est une racine d’origine grecque signifiant “pouvoir”.
Contrairement à ce qui pourrait être affirmé dans les médias de masse au sujet du rap, le vocabulaire utilisé n’est pas spécialement plus violent ou vulgaire que celui employé par d’autres genres musicaux. En effet, c’est ce qu’une étude de 2015 réalisée par la plateforme musicale française Deezer a relevé. Aussi, cette même étude a souligné le fait que le genre musical rap/hip hop avait le lexique le plus large et le plus diversifié. D’ailleurs, c’est le rappeur Eminem, parmi les 99 artistes ayant vendu le plus de disques, qui possède le vocabulaire le plus riche, avec 8 818 lexèmes utilisés dans les paroles de ses cent plus longues chansons. En revanche, la taille moyenne du vocabulaire des autres genres musicaux, tels que le rock, le folk, le funk, etc. s’élève à 2 677 mots. Eminem est suivi dans ce classement par les rappeurs Jay-Z, Tupac Shakur, Kanye West et par le chanteur de folk Bob Dylan. Par ailleurs, selon l’étude de Deezer, le rappeur Rohff est l’artiste dont la diversité lexicale est la plus grande dans le rap français (6 375 mots uniques).

## Le rap dans le monde
Le rap est apparu aux États-Unis et s'est répandu partout dans le monde dans les années 1990. Inscrit seulement dans la culture urbaine à ses débuts, il est aujourd'hui présent dans tous les milieux.
La suite de cet article détaille le statut du rap pays par pays. Quelques artistes ou duos ont également réalisé des albums à portée internationale en espéranto, tels La Pafklik (eo), Eterne Rima (eo) et Tone.

### Amérique latine

#### Chili
Au Chili, la naissance du hip hop date environ du 14 juin 1986 avec l'apparition des MCs étrangers. Au fil des années, de nouvelles techniques ont été acquises avec le soutien de certains étrangers anonymes et sont arrivés dans le pays, ainsi que des groupes de B-boys sud-américains. Cependant, un des plus grands progrès a été réalisé grâce à l'arrivée, en 1987, de Jimmy Fernandez (anciennement de Pozze Latina). Les groupes principaux sont : La Pozze Latina, Rezonancia, Panteras Negras, Makiza, Calambre, Movimiento Original, Tiro de Gracia, Los Brujoz, Dj Raff, Tapia Rabia Jackson, Flaiteground, De Kiruza, La Frecuencia Rebelde et Calambre.

#### Brésil
- Racionais MC's, groupe de rap brésilien fondé en 1988

#### Caraïbes
- Vico C est le premier rappeur latino qui sera à l'origine du reggaeton[réf. nécessaire]
- Los Aldeanos, Aldo est un groupe de rap cubain qui jouit d'une grande reconnaissance et notoriété en Amérique Latine (Mi Hermosa Habana)
- Apache et Canserbero, Venezuela
- Tres Coronas, Colombie-République dominicaine et Afaz Natural (Medellin, Colombie)
- K-Lib, nom d'artiste de Valckensy Dessin, Haïti

### Europe

#### Allemagne
Des premiers artistes locaux underground sont Cora E. et Advanced Chemistry. Ce n'est pas avant le début des années 1990 que le hip-hop allemand ne se popularise grâce à des groupes comme Die Fantastischen Vier et Rödelheim Hartreim Projekt. Le hip-hop allemand s'inspire largement des films, et se focalise beaucoup sur des éléments culturels comme le graffiti et la breakdance au-delà de la musique elle-même. Ces films mènent la population locale à penser que le rap est bien plus qu'une musique. La scène hip-hop commence à se répandre dans les années 1990. MTV n'existe pas à cette période en Europe, et la scène reste principalement underground. Plus encore, il y a un manque significatif de clubs hip-hop sur le continent. En 2017, le duo SXTN composée des rappeuses féministes Juju et Nura, se fait remarquer avec leur deuxième album, Leben am Limit. Elles dominent la scène du rap allemand jusqu'à leur séparation en 2018.

#### Belgique
Le rap belge est assez similaire au rap français à la différence que très peu d’artistes y ont réellement percé, que ce soit sur la scène nationale ou internationale. Ceci peut s’expliquer par le manque de structures, de moyens, d’argent, et de médiatisation avec lesquels les artistes sont obligés de faire… en attendant peut-être de se faire connaitre en France et dans les autres pays francophones. Historiquement, le rap apparaît en Belgique fin des années 1980 et naît de la sortie de deux disques importants : ceux de Benny B et de BRC. Ensuite, c’est le groupe Starflam qui percera sur la scène hip-hop et qui connaîtra un succès honorable. Progressivement, de nombreux nouveaux artistes et collectifs vont apparaître tels que CNN 199, OPAK, Ultime Team, Pitcho, Gandhi ou encore James Deano.
On retrouve au sein du rap belge les mêmes thèmes que dans le rap français (injustice, quartiers défavorisés et vie difficile, avenir incertain…) mais traité sur la base d’une réalité propre aux rappeurs belges, avec des références spécifiques telles que des quartiers, des communes, ou encore des hommes politiques. Les rappeurs se font également souvent le relais de problématiques typiquement belges telles que le conflit communautaire (problématique face à laquelle ces derniers semblent souvent défendre un point de vue unioniste et royaliste).
À partir de 2015, une nouvelle vague de rappeurs belges fait son apparition. Caballero et JeanJass percent jusqu'en France en Suisse et au Québec avec leur rap égotrip au second degré. Roméo Elvis devient aussi célèbre grâce à sa collaboration avec le duo belge. On peut aussi citer Scylla, la Trilogique, Damso, Hamza, L'Or du Commun, La Smala, Les Alchimistes ou encore Bruksel'R.

#### Espagne
L'un des facteurs qui contribueront au développement et à la popularisation de la culture du hip-hop dans le pays est la présence de bases militaires américaines sur le sol espagnol. Les militaires, en particulier ceux de descendance afro-américaine, écoutaient du rap dans leur base via des stations de radio, notamment. L'une des bases notables souvent citée comme point d'entrée du rap en Espagne est la base aérienne de Torrejón de Ardoz, près de Madrid.

#### France
La culture hip-hop, dont le rap, est popularisée pour la première fois en France et répandue partout dans le pays grâce à l'animateur, DJ et musicien Sidney, dont l'émission H.I.P. H.O.P., diffusée sur TF1 de janvier à décembre 1984, est la première au monde entier du hip-hop,.
L'essor du rap français se fait à partir des années 1990 avec des groupes comme MC Solaar, NTM, Assassin, Destroy Man, IAM, EJM, Soul Swing, Ministère AMER, Timide et Sans Complexe, Les Little, La Cliqua, Ideal J, Time Bomb, Les Sages Poètes de la rue, Lunatic, Oxmo Puccino, Menelik, Secteur Ä, 113, Scred Connexion, Mafia K'1 Fry ou Fonky Family. La diffusion devient de moins en moins confidentielle, avec par exemple les radios Générations et Skyrock avec son émission Planète Rap. Dans les années 2000, quelques rappeurs domineront la scène mainstream du rap français comme Booba, La Fouine, Diam's, Sinik ou Rohff. Booba notamment, donnera la tendance la plupart du temps durant ces années. La nouvelle vague à la fin des années 2000 et au début des années 2010 amena de la fraîcheur, avec des artistes et groupes tels que Sexion d'assaut , 1995 ou Orelsan qui reprendront les codes oldschool des années 1990. Viendra ensuite l'avènement de la Trap et de la Drill en France avec des artistes comme Kaaris, Lacrim, Gradur, Ninho ou Niska un peu plus tard. Jul, un rappeur marseillais, apparaîtra également au début des années 2010 et apportera un style totalement différent, (mélangeant rythmes disco et sonorités méditerranéennes) parfois décrié pour sa simplicité. Mais il devint très populaire, si bien qu'il est actuellement le rappeur ayant vendu le plus de disques dans l'histoire du rap français.
De nos jours, le rap français est devenu très hétéroclite et est resté populaire. Il est la deuxième industrie rap dans le monde. Des artistes plus grands publics comme PNL, aux artistes plus hardcore et sulfureux comme Freeze Corleone, en passant par des rappeurs plus polyvalents comme Damso (belge francophone) ou SCH, le rap français reste en constante évolution.

### Asie
Le rap en Philippines date des années 1980 avec Francis Magalona et le rap chinois est apparu officiellement en 2001 avec MC Jin[réf. nécessaire]. Le rap est utilisé en Corée du Sud en particulier dans certaines des chansons du groupe Blackpink mais aussi par le chanteur Psy par exemple[réf. souhaitée].

### Amérique du Nord

#### Québec
Au Québec, les artistes rap Eklips, Soulkast, Jodie Resther, Taktika, Sozi, Mocy et Soké membre du groupe Banx and Ranx se distinguent[réf. souhaitée]. KC LMNOP connait un succès commercial au début des années 1990 avec la chanson Ta Yeul' (Vis ta vie pis reste en vie), parue sur l'album Ta Yeul. Il est l'un des premiers rappeurs québécois à enregistrer un album au Québec et l'un des ambassadeurs du hip-hop québécois et montréalais[réf. nécessaire]. L'album La force de comprendre, du groupe Dubmatique, paraît en 1996. Il offre au public québécois un produit musical du type rap dans lequel il peut se reconnaître. La porte ayant été grande ouverte, d'autres groupes suivront bientôt et d'autres produits du même genre feront leur apparition. En 1983, le poète Lucien Francoeur qui est le fondateur du groupe Aut'Chose enregistre Le Rap-à-Billy.
Puis, les années 2010 ont vu l'apparition d'une nouvelle scène de rappeurs street comme ceux du collectif 5sang14 (Lost, White-B, Random, Gaza, MB), Izzy-S, Enima ou Tizzo et Shreez. Ces artistes se distinguent pour leurs textes parlant souvent de la vie des quartiers défavorisés de Montréal, la quête pour en sortir, la prison ainsi que la drogue, le sexe et l'argent.

### Afrique
Le rap arrive sur le continent africain dans les années 1980 à travers la danse : des collectifs se forment dans les grandes villes et reproduisent les gestes des danseurs de hip-hop américains. En Côte d'Ivoire notamment, le groupe de Hip-hop Abidjan City Breakers sort en 1985 l'un des premiers enregistrements de rap en Afrique : le maxi ACB Rap.
Mais le rap africain se développe surtout à partir des années 1990. À ses débuts, il a tendance a reproduire des créations venues de pays occidentaux, tels les États-Unis ou la France. Il est alors utilisé par la jeunesse africaine comme un moyen d'exprimer son mal-être ainsi que son manque de repères. Quelques groupes pionniers développent le rap en Afrique francophone à l'aide de textes militants rédigés en français et en langues locales, et basés sur des mélodies s'inspirant de musiques traditionnelles : Daara J et Positive Black Soul (au Sénégal), Yeleen et Faso Kombat (au Burkina Faso), Ardiess (au Bénin) ou encore Ak'sang Grave (au Cameroun),.
Le premier album de rap à sortir sur le continent sera en 1990 celui du groupe sud-africain Prophets of da City, intitulé Our World, qui sera suivi d'un deuxième album plus aboutit en 1993, Age of Truth, en large partie censuré dans un contexte de transition post-apartheid. En Afrique francophone, le premier groupe à sortir un album de rap est Positive Black Soul (Sénégal) en 1995, avec Salaam, dont est extrait le morceau Bul Falé (« laisse tomber », en wolof), dont la jeunesse sénégalaise s'empare « comme d’un étendard ». Olivier Cachin, journaliste français spécialiste de la musique hip-hop, déclare d'ailleurs en 2007 à ce sujet : « Le rap africain a longtemps été une utopie grandissant dans l’ombre du rap français, tout comme le rap français le fut à ses débuts face au géant américain. Et puis il y eut Positive Black Soul, pionnier d’une expression hip-hop profondément africaine ».
Le rap africain se cherche par la suite une identité avec une plus grande utilisation de langues locales (telle le wolof, utilisée par des groupes sénégalais). De même, les rythmes traditionnels sont de plus en plus utilisés, comme au Gabon avec les groupes Raaboon et Movaizhaleine.
Le phénomène de la piraterie fait cependant des ravages. Ce fait, allié à un appui limité des autorités locales, permet à de grandes marques de s'imposer comme des intermédiaires et mécènes indispensables de la scène musicale africaine, ce qui pousse les artistes au conformisme afin d'obtenir des soutiens financiers. En Côte d'Ivoire par exemple, le rappeur Christ Carter déclare au Monde que les rappeurs sont « ghettoïsés », les médias locaux préférant diffuser des stars nigérianes ou encore du coupé-décalé, ce qui pousse les rappeurs ivoiriens à tenter de mélanger ce style avec le rap, comme le groupe Tour 2 Garde et son titre Makassa, qui fut un hit dans toute l'Afrique francophone en 2014.
Au Maghreb, la scène rap se développe également à la fin des années 1990, avec des groupes tels que MBS et Intik notamment, qui s'exportent rapidement en France. Les rappeurs maghrébins s'avèrent très engagés par la suite, notamment en Tunisie à la suite du Printemps arabe, où plusieurs artistes sont condamnés ou emprisonnés pour leurs morceaux (El General, Weld El 15). En Afrique subsaharienne par contre, dans un contexte de « décollage économique de certains pays » francophones durant les années 2010, le rap se fait plus léger, festif et commercial, se transformant souvent en une « ode au consumérisme », sur fond de « culte de l'égo » de certains artistes.
Dans les pays anglophones, l'Afrique du Sud et le Nigéria dominent la scène rap, et sont ceux dont les artistes s'exportent le plus à l'étranger du fait de leurs liens avec les États-Unis. Au Nigeria, l'un des pionniers du rap sera le groupe Trybesmen (en), qualifié de « légendaire » par la BBC, et qui sort un unique album en l'an 2000, intitulé LAG Style. Depuis, de nombreux artistes nigérians ont atteint un succès non seulement en Afrique, mais également au niveau planétaire, tels que le groupe P-Square ou encore le rappeur D'banj, dont la musique se rapproche du RnB américain. Les morceaux des rappeurs d'Afrique anglophones sont également très consuméristes, les clips tournant en boucle sur des chaînes dédiées (MTV Base, Channel O, Hip TV) et mettant en avant villas, belles femmes et voitures de luxe.

#### Algérie
Le rap algérien est composé de plusieurs artistes tels que les pionniers[réf. souhaitée] MBS, Hamma Groupe, T.O.X, ou encore TaaRyk Tk... Mais le plus connu est sans doute le rappeur Lotfi du groupe Double Kanon, qui est l'un des groupes à avoir vendu le plus d'albums au Maghreb[réf. souhaitée].

#### Bénin
Le Bénin est un pays très actif sur la scène rap africaine, on peut le placer en Afrique de l'Ouest juste derrière le Nigeria, la Côte d'Ivoire et le Sénégal. Les artistes s'expriment principalement en français mais aussi dans les langues locales comme le fon, le yoruba, le bariba, le mina. Les précurseurs du mouvement dans les années 1990 sont Ishaq, Sakpata Boys, H2O, Radama Z, Sôtê, Jonquet Zoo, Tatu Clan (JP, Jo et Didier rip), Gérard Ayi, Eric Harlem, Polo Orisha et bien sûr les légendaires Kaysee Montejàno et Ardiess Posse (RDS comptera à ses débuts de nombreux membres) qui ouvrent vraiment les portes du rap au pays. Ardiess Posse (Archange, R-Man Logozo, Grizzly, Magic et Melcky) organisera pendant de nombreuses années le célèbre festival « Hip Hop Kankpe » ou des artistes internationaux viennent se mêler aux locaux.
Les années 2000, que l'on peut appeler « l'âge d'or du rap béninois »[réf. souhaitée], voient l’émergence de groupes ou artistes emblématiques comme Diamant Noir (Amir et Anouar) et Blaazfem (Kemtaan et Sir Demos), mais aussi Dhalai-K, Esprit Neg, Apouké, Private Club, Taka Crew, Duce, BMG Yari, Secteur Tréma, 3e Monarchie, X Kalibur, Darkness, Fool Faya… Puis vient le temps des labels et collectifs qui se constituent pour avoir plus de chance d'être actifs et médiatisés[réf. souhaitée] (Ardiess Prod, Reflex Enten2ments, Cotonou City Crew, Afropop, Self Made Men, We Magic, Witch, Meko Prod, CKS, Carpe Diem, 4 Season, We Are Blessed, Blue Diamond, Soyimavo, etc.).
Le rap, à travers les époques, se conjugue aussi au féminin au Bénin : Moona, Shiden, MC MCA, Kouadja, Kissmath, Beezy Baby, Fat B…
Plusieurs émissions de radio ont contribué à travers les années à développer le mouvement[réf. souhaitée] et à le médiatiser, dont « Ghetto Blaster » de Freddy Shark sur Golf FM, « Big Tempo » de Sergent Markus sur Radio Tokpa, « Rap Altitude » de Gérardo sur Océan FM, « Couvre Feu » de Kevine Ardisson sur Océan FM, « 360° Hip Hop » de Nick sur Atlantic FM, « L'Urbaine » de Steeve Berchet sur Radio Univers, « Hip Hop Horizon » de Armel Gérard (rip) sur Radio Carrefour… À la télévision, le jeu a toujours été plus ou moins faussé faute à la corruption de certains animateurs pour passer tel ou tel clip, pour parler de tel ou tel artistes dans leurs émissions[réf. souhaitée]. Sur ORTB on retiendra l'émission Top Showbiz avec Carl Djimadja, Golf TV pour sa part a diffusé pendant plusieurs années l'émission Ghetto Blaster entièrement consacrée au hip hop.
Par la suite, des artistes de poids comme Dibi Dobo ou Mister Blaaz essayent de faire connaitre le Bénin hors de ses frontières. On peut citer aussi plusieurs noms qui auront marqué leur époque[réf. souhaitée] comme Nasty Nesta, Jay Killah, Sam, Eray, Mutant, Adinon, Nicoteen, Sewedo (ADN), Kemtaan, Demos, Le Yu, Rest'n Peace, Enod, Sam Seed, Cyanogêne, WP, Mamba Noir, D-Flex, K-Libr Volcanik, Kaes, Adek Dark's, Kaizah, Dal J, Oriki & Hermes, Revers, DRBX, Roccah, DAC, DJ Highfa, Lil Blaster, Dyskord & Black SK, Ad Naz, Cosmas, Reaktion Directe, Master X, B Syd, Snake, les regrettés Rim'K (rip) ou l'animateur Léonard T (rip)…
Une scène urbaine de Slam conscient est elle aussi très active depuis le début des années 2000 avec des artistes comme Kmal Radji, Thibault le Magicien, Sergent Markus, Rodoutan le Silencieux, Le Yov, Djamile Mama Gao, Sêminvo, Gopal Das, Zogbé, Amagbegnon, Harmonie…
L'avènement d'Internet a aussi permis au rap béninois d'être plus médiatisé, ouvert sur le monde et accessible à la diaspora éparpillée, de 2005 à nos jours des forums et sites comme Zangbeto, Béninzik, Rapdubled, Voluncorp, UrbenHits, MyAddictive, etc. ont relayé les hits et clips à travers la toile.
Depuis 2010, le rap béninois cherche son identité[réf. souhaitée] tiraillé entre influences américaines, nigérianes (afro beat), françaises et plus traditionnelles. Le manque de structures, de managements professionnels, d'investissements culturels de l'état et le copinage médiatique freine le développement de cette musique.[réf. souhaitée] Les nouveaux talents urbains sont donc souvent moins rap et plus variété comme le très populaire Fanicko qui s'exporte dans la sous région. 
Entre rap, drill, trap ou afro trap, on peut citer entre 2015 et 2025 des artistes marquant comme le célèbre Vano Baby, Tyaf, Hypnoz, Zef, Nikanor, T-Boy, AYS, Togbe Yeton, Oxmoz, X Time, Bobo We, Siano Babassa, Crisba, TGang, First King, Dr Youri, Roddy, Amannon, D Blue, Conex et Don, LeRenoi, El Mvnolo, Izy Kim...
Depuis 2021 des plateformes de streaming comme DingaStream ou BéninMuzik propose les œuvres des artistes urbains béninois ou africains…
À noter que depuis 2023, l'Adjapiano, style musical nouveau concocté par l'ingé beatmaker Rauny Beatz, fusion entre du rap, l'Amapiano Sud-africain et un rythme du pays Adja le « Gogohoun », fait vibrer le Bénin avec des artistes comme Ghix et X Time appuyés par Crisba, Axel Merryl...
Il est important de souligner que des rappeurs confirmés, même s'ils font partie de l'ancienne génération, sont toujours très actifs et font de fortes audiences en réels ou sur le net à chaque sortie comme Amir El Presidente, Kaysee Montejàno, Fo Logozo, Kemtaan, Dibi Dobo, Blaaz...

#### Burkina Faso
Le Burkina Faso rassemble chaque année les rappeurs venus d'Afrique et du monde entier durant une semaine à travers un festival nommé « OUAGA HIP HOP ». Entre 2000 et 2007, le Hip-Hop cartonne et devient le premier genre musical de la jeunesse burkinabée. Des groupes et des rappeurs de renoms comme Censure, Yeleen, Smockey, Faso Kombat, K-DJOBA, OBC, Clepto Gang, Baloukou, 3e Régiment, Tere Pirattack explosent sur la scène nationale, africaine et internationale. À la même période, certaines compilations (Faso connexion, Chronik noir, La part des ténèbres 1 et 2, Vrai de vrai) et concours de rap (Craven A flow, Hip-Hop allstars, Nescafé rap tour, All Flowz), permettent de révéler plusieurs groupes et artistes de l'Underground comme Waguess Family, Baloukou, Tere, 2 Kays, Wedhyak, K-TA. Mais l'influence grandissante du Coupé-décalé ivoirien au Burkina Faso à partir des années 2005 aura un impact négatif sur le développement du Hip-hop burkinabè. Certains groupes de rap ou rappeurs vont même s'essayer à ce genre musical pour des raisons commerciales au détriment du rap. Néanmoins, des artistes et groupes indépendants continuent à faire vivre le mouvement.

#### Gabon
On assiste depuis quelques années[Depuis quand ?] à l'émergence du rap dans des pays comme le Gabon, avec des acteurs tels que Movaizhaleine, HAY'OE, Ba'ponga, Lestat XXL, Lord Ekomy Ndong ☥, Dany Maggeintha ou encore Secta'a. Au début des années 1990, le groupe V2A4, pionnier en Afrique, sort le tube AFRICAN REVOLUTION qui peut être considéré comme le premier 45 tours de l'histoire du hip-hop africain[réf. nécessaire]. De même, Libreville abrite déjà le grand mouvement des « Rappeurs de La côte ouest africaine », initié par Arcad, animateur sur Africa numéro 1. Aujourd'hui[Quand ?], le pays abrite des évènements hip-hop parmi les plus grands du continent africain[réf. nécessaire] tels que la nuit de la musique, le Bantou live, le Show du pays ou le Gabao hip-hop qui voient défiler chaque année les stars du hip-hop mondial.

#### Guinée
Le pays est représenté sur le continent par l'artiste Takana zion

#### Maroc
Le rap marocain prend différentes formes allant du rap commercial au rap conscient. Les débuts du hip-hop et des arts urbains au Maroc remontent au milieu des années 1980. Il faut préciser que dès son apparition en Occident, des jeunes marocains issus de l'immigration vivant en Europe feront entrer le rap au pays lors de leur retour saisonnier au Maroc. Les rappeurs marocains mettront plusieurs années pour transformer le rap occidental en rap marocain (fusion entre musiques traditionnelles marocaines et rap occidental) et pour trouver le phrasé adéquat (mélange d'arabe marocain dit darija, tamazight (berbère), français et anglais). L'ouverture démocratique du pays (amorcée à la fin des années 1990) jouera un rôle crucial dans l'épanouissement et l'expansion de tous les nouveaux genres musicaux de la nouvelle scène marocaine. Il ne se fait réellement connaître qu'à partir de l'année 1996 grâce au rappeurs Dogs, 3awd Lil, Double A (Aminoffice) et Zanka Flow dont MUSLIM qui représentait le côté conscient du rap marocain. De l'autre côté, il y avait Don Bigg avec une vision du rap très proche de celle des Européens et où on recense beaucoup de succès à travers l'Europe et l'Afrique dans les années 2000. Des artistes et des groupes comme Kachela, Casa Crew, Casa System, H-Kayne, Don Bigg, Shayfeen, Fnaïre, MUSLIM ou Dizzy DROS rendent célèbre le rap marocain. La rappeuse Widad Mjama est la première rappeuse marocaine, elle remporte le prix de la catégorie Rap Hip-Hop avec son groupe Thug Gang au Boulevard des Jeunes Musiciens en 2001. De nombreuses autres femmes prennent part désormais à la scène rap marocaine, telles que Manal, Hanane Lafif alias « Tendresse », ou Houda Abouz alias « Khtek ».

#### Sénégal
Autre pays précurseur, le Sénégal est une scène du rap africain avec des groupes ou artistes comme PBS (Positive black soul) ou Daara J et Pee Froiss.

#### Tchad
Le Tchad comporte également un rap game dynamique, porté par une culture hip hop plus large. Sultan Guy, D 8 Alfariss, Fiire B, et Crazy Missy comptent parmi les artistes bénéficiant d'une renommée nationale.

#### Tunisie
Le rap tunisien démarre au tout début des années 1990. On voit quelques artistes et groupes s'aventurer sur des scènes locales (T-Men, Wled Bled, Arab Clan, Brigade Parazit's, Hogra Sexion, Light Beat, B4 Clan, Mc bilel, etc., Rag Tag Music.) avec un succès limité à une sphère d'initiés. En effet, ces artistes demeurent inconnus pour la grande majorité de la jeunesse tunisienne. Cette vague artistique s'amplifiant de génération en génération, on retrouve des rappeurs chantant de plus en plus en tunisien (dialecte arabe local). Cette scène rap est très active et productive mais souffre du manque de soutien à la fois officiel et des éditeurs locaux. Ce manque de soutien est notamment dû au contenu de quelques titres de rap dénonçant les injustices sociales, le chômage, la corruption, etc. Cette scène rap est sous surveillance, surtout depuis l'apparition d'El General qui interpelle le président Zine el-Abidine Ben Ali sur la corruption, le chômage et les violences de la police.

#### Togo
Le hip-hop togolais a commencé vers la fin des années 1980 par le vent du hip-hop américain sur le monde entier. En 1990, des groupes comme Black Syndicat furent mis sur pied avec des scènes locales. Le hip-hop togolais est un mélange du style pur hip-hop américain avec les musiques traditionnelles du Togo. Dans les années 2000 des rappeurs comme Elom 20ce ou Immortal Adze colorient le mouvement sur le plan révolutionnaire et éducatif du rap. Des coins de la ville de Lomé sont aussi touchés, Agoe, Adidogome avec le Ewegbe-rap qui polie[Quoi ?] le hip-hop togolais. En français, ou anglais, le rap est émis dans le style d'éducation de réclamation de formation et d'étude[pas clair].

## Dans les autres arts

### Au cinéma
Le rap est présent sous plusieurs formes au cinéma :
- tout d'abord en tant que musique de film, où les morceaux de rap accompagnent souvent des scènes à caractère urbain, mais aussi parfois des séquences plus exotiques comme du western dans Django Unchained de Quentin Tarantino ;
- ensuite comme thème, qu'il s'agisse de documentaires sur la banlieue ou la culture hip-hop ou encore de fictions se déroulant dans ce genre de cadre ;
- enfin de nombreux « biopics » concernent des rappeurs, comme le film autobiographique 8 Mile de Eminem.

#### Ouvrages
- Julien Barret, Le Rap ou l'artisanat de la rime, L'Harmattan, 23 octobre et 1er novembre 2008.  (ISBN 2-296-06783-2).
- Sylvain Bertot, Rap, Hip-hop : Trente années en 150 albums de Kurtis Blow à Odd Future, Le Mot et le Reste, 2012, 384 p.  (ISBN 978-2-3605-4051-8).
- Sylvain Bertot , Ladies first. Une anthologie du rap au féminin, Le mot et le reste, Marseille 2019, 284 p.
- Kévin Boucaud-Victoire, Penser le rap. De paria à dominant : analyse d'un phénomène culturel, éditions de l'Aube, 2024.
- Pierre-Jean Cleraux, New-York State Of Mind : une anthologie du rap new-yorkais, Le Mot et le Reste, 2017, 256 p.  (ISBN 978-2360542703).
- Manuel Boucher, Rap, expression des lascars. Significations et enjeux du rap dans la société française, Paris, éd. L'Harmattan, 1999.  (ISBN 978-2738473806) Voir à ce sujet : Sami Zegnani, « Boucher Manuel, Rap, expression des lascars : Significations et enjeux du Rap dans la société française », Revue française de sociologie, vol. 41, no 1,‎ 2000, p. 190-192 (lire en ligne [PDF]).
- Olivier Cachin, L'Offensive rap: 1re édition Gallimard 1996, 10 octobre 2001.
- Jeff Chang, Can't Stop Won't Stop: A History of the Hip-Hop Generation. New York: St. Martin's Press, 2005,  (ISBN 0-312-42579-1).
- Jérémie Kroubo Dagnini, Musiques noires: L'Histoire d'une résistance sonore. Camion Blanc: 2016, 518 pages  (ISBN 978-235779-872-4). Cet ouvrage contient des articles sur le rap en France, en Allemagne, au Cameroun et dans les Caraïbes.
- Bettina Ghio, Sans fautes de frappe. Rap et littérature, Le Mot et le reste, 2016, 286 p. (lire en ligne).
- (de) Eva Kimminich, „Rap: More Than Words – Eine Zwischenbilanz: 3 Jahrzehnte Hip Hop – 3 Jahrzehnte Hip Hop-Forschung.“ In: Rap More Than Words (= Welt – Körper – Sprache. Perspektiven kultureller Wahrneh¬mungs- und Darstel¬lungsformen, Bd. 4), Frankfurt a.M./Berlin/Bern/New York /Paris/Wien (Peter Lang)2004.
- Eva Kimminich, „Citoyen oder Fremder? Ausgrenzung und kulturelle Autonomie in der Banlieue Frankreichs.“ In: Archiv für Sozialgeschichte, Bd. 46: Integration und Frag¬men¬tierung in der europäischen Stadt. Bonn (Verlag J.H.W. Dietz Nachf.) 2006, S. 505-538. Rap et société: Immigration, intégration, racisme – Naissance et développement d’une orature anticapitaliste. In: Schriftenreihe des Frankreichzentrums der Albert-Ludwigs-Universität. Freiburg 2007, S. 102-115. RapAttitüden, RapAttacken und RAPublikaner. In: Winfried Wehle (Hrsg.), Lyrik des 20. Jahr¬hunderts. Tübingen (Stauffenburg) 2010, S. 411-458.
- Georges Lapassade et Philippe Rousselot, Le rap ou la fureur de dire, Paris, Loris Talmont, 1990.  (ISBN 978-2903911294).
- David O'Neill, Explicit Lyrics : toute la culture rap ou presque, Paris, Les éditeurs libres, 2007.  (ISBN 978-2-916399-05-8).
- Anthony Pecqueux, Voix du rap : Essai de sociologie de l’action musicale, Paris, L’Harmattan, 2007, 268 p. (ISBN 978-2-296-04463-0, présentation en ligne).
- Vincent Piolet (préf. Dee Nasty, postface Solo), Regarde ta jeunesse dans les yeux. Naissance du hip-hop français 1980-1990, Le mot et le reste, 2017 (1re éd. 2015) (ISBN 978-2360542901).
- Vincent Piolet, Hip-Hop 360, Paris, RMN, 2021, 196 p. (ISBN 978-2711878840).
- Jean-Marie Seca, (éd.), 2007, Musiques populaires underground et représentations du politique, Cortil-Wodon, InterCommunications & EME.
- (en) Paul Edwards (préf. Kool G Rap), How to Rap : The Art & Science of the Hip-Hop MC, Chicago Review Press, décembre 2009, 340 p. (ISBN 978-1-55652-816-3 et 1-55652-816-7).
- Kool Moe Dee, There's A God On The Mic : The True 50 Greatest MCs, Thunder's Mouth Press, novembre 2003, 224 p. (ISBN 1-56025-533-1).
- (en) stic.man, The Art Of Emceeing, Boss Up Inc., 2005.
- (en) Adam Krims, Rap Music And The Poetics Of Identity, Cambridge University Press, 2001.

#### Articles
- Gonzalez Éric, « Cash stills rulls : La représentation du succès dans le rap », Revue française d’études américaines, no 104,‎ 2005, p. 31-49 (lire en ligne).
- Gérôme Guibert & Emmanuel Parent (dir.), Dossier « hip hop », revue Copyright Volume ! (no 3-2), Bordeaux, Éditions Mélanie Seteun, 2004.
- Eugène Lledo, « RAP, musique », sur Encyclopædia Universalis.
  - Eugène Lledo, « RAP, musique : 1. Les racines du rap », sur Encyclopædia Universalis.
  - Eugène Lledo, « RAP, musique : 2. Extension du rap », sur Encyclopædia Universalis.
  - Eugène Lledo, « RAP, musique : 3. Métamorphoses du rap », sur Encyclopædia Universalis.
- Miliani Hadj, « Culture planétaire et identités frontalières À propos du rap en Algérie », Cahiers d'études africaines, no 168 « Musique du monde »,‎ 2004, p. 763-776 (ISBN 9782713217784, lire en ligne).
- Traïni Christophe, « L'appropriation du rap et du reggae », Communications, no 77 « Faire sien. Emprunter, s'approprier, détourner. »,‎ 2005, p. 109-126 (ISSN 0588-8018, DOI 10.3406/comm.2005.2265).